# Соландер, Даниэль
Даниэль Карлссон Соландер (швед. Daniel Carl Solander, 19 февраля 1733 — 13 мая 1782) — шведский ботаник и зоолог, натуралист (естествоиспытатель), один из «апостолов Линнея», участник первого путешествия Джеймса Кука (1728—1771). Изобретатель коробки для хранения архивных документов.
В литературе на русском языке встречаются также и другие варианты написания его имени (Даниэль, Даниель, Даниэль Карл) и фамилии (Суландер).

## Биография
Даниэль Карлссон Соландер родился в городе Питео 19 февраля 1733 года.
В 17 лет поступил в Уппсальский университет, где изучал ботанику под руководством великого естествоиспытателя Карла Линнея, был одним из любимых его учеников и жил у него дома. Соландер также был студентом шведского учёного Юхана Готтшалька Валлериуса.
В 1760 году Соландер по рекомендации Линнея уехал в Англию. В 1768—1771 года Соландер вместе с английским ботаником Джозефом Бэнксом участвовал в первом кругосветном путешествии Джеймса Кука. Соландер совместно с Бэнксом описали тысячи новых видов растений и животных (в том числе насекомых), прежде всего из южной части Тихого океана, Австралии и Новой Зеландии. В 1772 году Бэнкс и Соландер совершили ещё одно совместное путешествие — в Исландию.
Соландер умер в Лондоне 13 мая 1782 года.

## Научные работы
- Illustration of the botany of Captain Cook’s voyage round the world in HMS ‚Endeavour‘ in 1768—1771. (опубликовано посмертно в 1900-05 гг.).
- The Natural History of Many Curious and Uncommon Zoophytes, Collected by the late John Ellis (опубликовано посмертно в 1786 г.).

## Почести
В честь Даниэля Соландера был назван род цветковых растений Solandra Kuntze из семейства Паслёновые.
В его честь были также названы следующие виды растений:
- Pleiogynium solandri (Benth.) Engl.[5]
- Geissospermum solandri Miers[6]
- Astelia solandri A.Cunn.[7]
- Funckia solandri Kuntze[8]
- Aster solandri E.Forst. ex Forbes[9]
- Lepidium solandri Kirk[10]
- Crantzia solandri Vahl ex Baill.[11]
- Carex solandri Boott[12]
- Fagus solandri Hook.f.[13]
- Nothofagus solandri (Hook.f.) Oerst.[14]
- Rhabdothamnus solandri A.Cunn.[15]
- Alypum solandri Hort. ex Steud.[16]

## Даниэль Соландер в литературе
Судьбе Даниэля Соландера и старшей дочери Карла Линней, Элизабет (1743—1782), их несостоявшейся любви посвящён опубликованный в 2013 году роман Den som jag trodde skulle göra mig lycklig шведской писательницы Кристины Вальден.

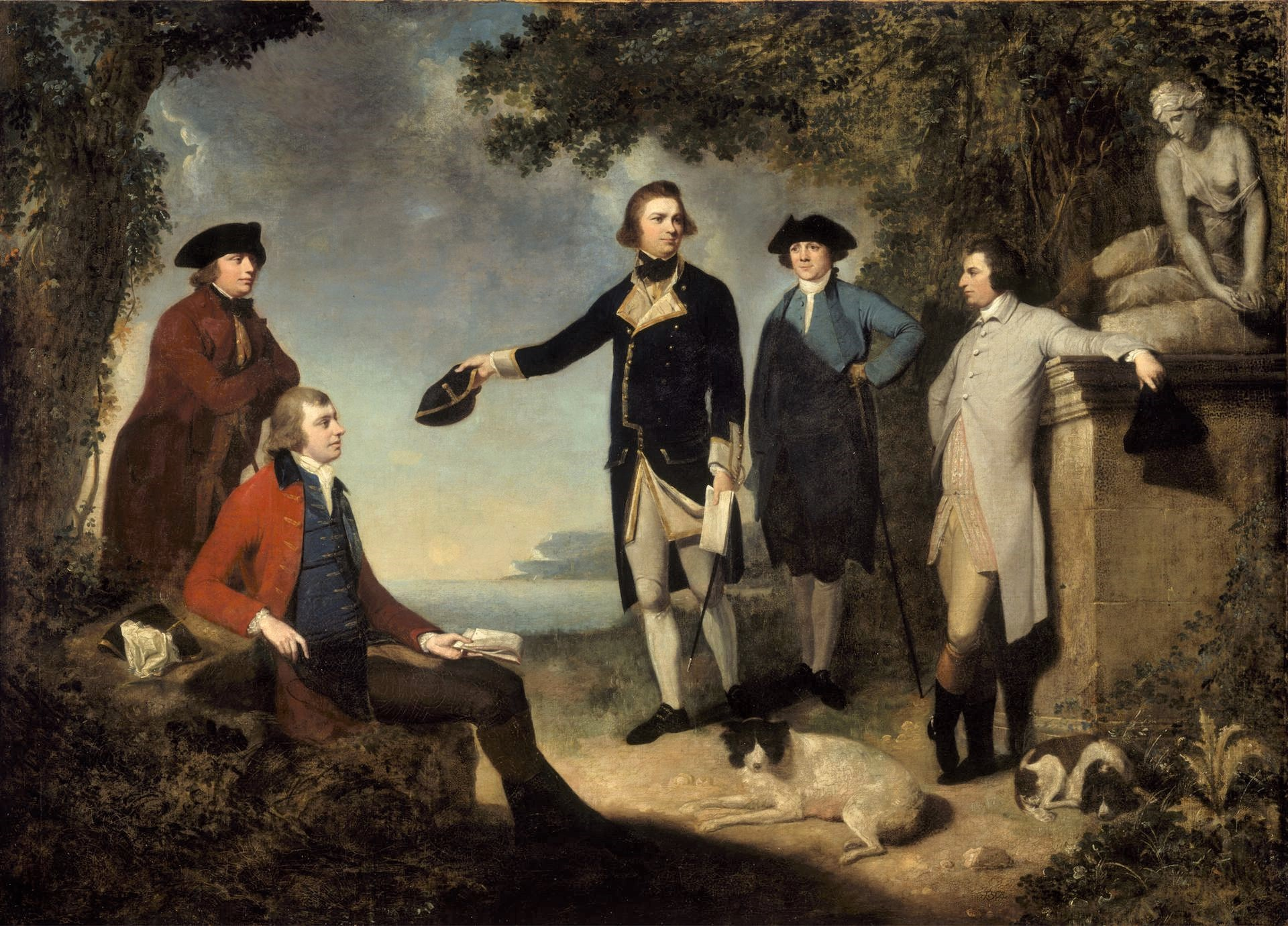
На картине Дж. Мортимера (1771) Соландер (крайний слева), Джозеф Бэнкс (слева, сидит), Джон Хоксуорт и лорд Сэндвич (крайний справа) во время отчёта Джеймса Кука (в центре) о путешествии в Австралию